# Borja Sánchez
Borja Sánchez Laborde (ur. 26 lutego 1996 w Oviedo) – hiszpański piłkarz występujący na pozycji lewego skrzydłowego lub ofensywnego pomocnika, od 2024 roku zawodnik Realu Oviedo.